# Joseph Ruau
 (janvier 2020).
Si vous disposez d'ouvrages ou d'articles de référence ou si vous connaissez des sites web de qualité traitant du thème abordé ici, merci de compléter l'article en donnant les références utiles à sa vérifiabilité et en les liant à la section « Notes et références ».
Joseph Ruau, né à Paris le 5 juin 1865 et mort à Ivry-sur-Seine le 29 septembre 1923, est un homme politique français.

## Biographie

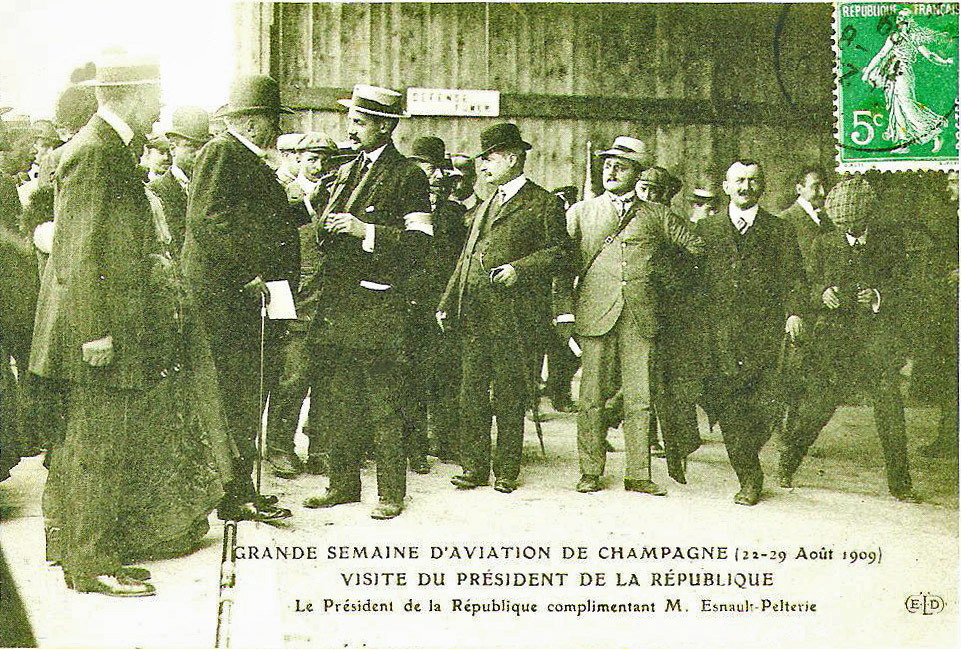
En visite en 1909 avec le président Fallières à Reims, de face tête nue sur la droite.

Joseph Ruau est né à Paris d'une famille originaire de Juzet-d'Izaut et petit-fils du mathématicien Joseph Liouville. Jeune avocat, il s'inscrit au parti de la gauche radicale et c'est sous l'étiquette radicale qu'il mènera sa carrière politique, trop tôt interrompue par de graves ennuis de santé.
Il est maire d'Aspet, député Gauche radicale de la Haute-Garonne de 1897 à 1914 et ministre de l'agriculture entre 1905 et 1910. 
Il vote le 3 juillet 1905 la loi du 9 décembre 1905 concernant la séparation des Églises et de l'État.
Aspet lui doit, entre autres, la ligne de Saint-Gaudens à Aspet en service entre 1906 et 1936, la construction d'un hôpital rural (aujourd'hui Maison d'enfants), de la Mairie, de l'Abattoir. 

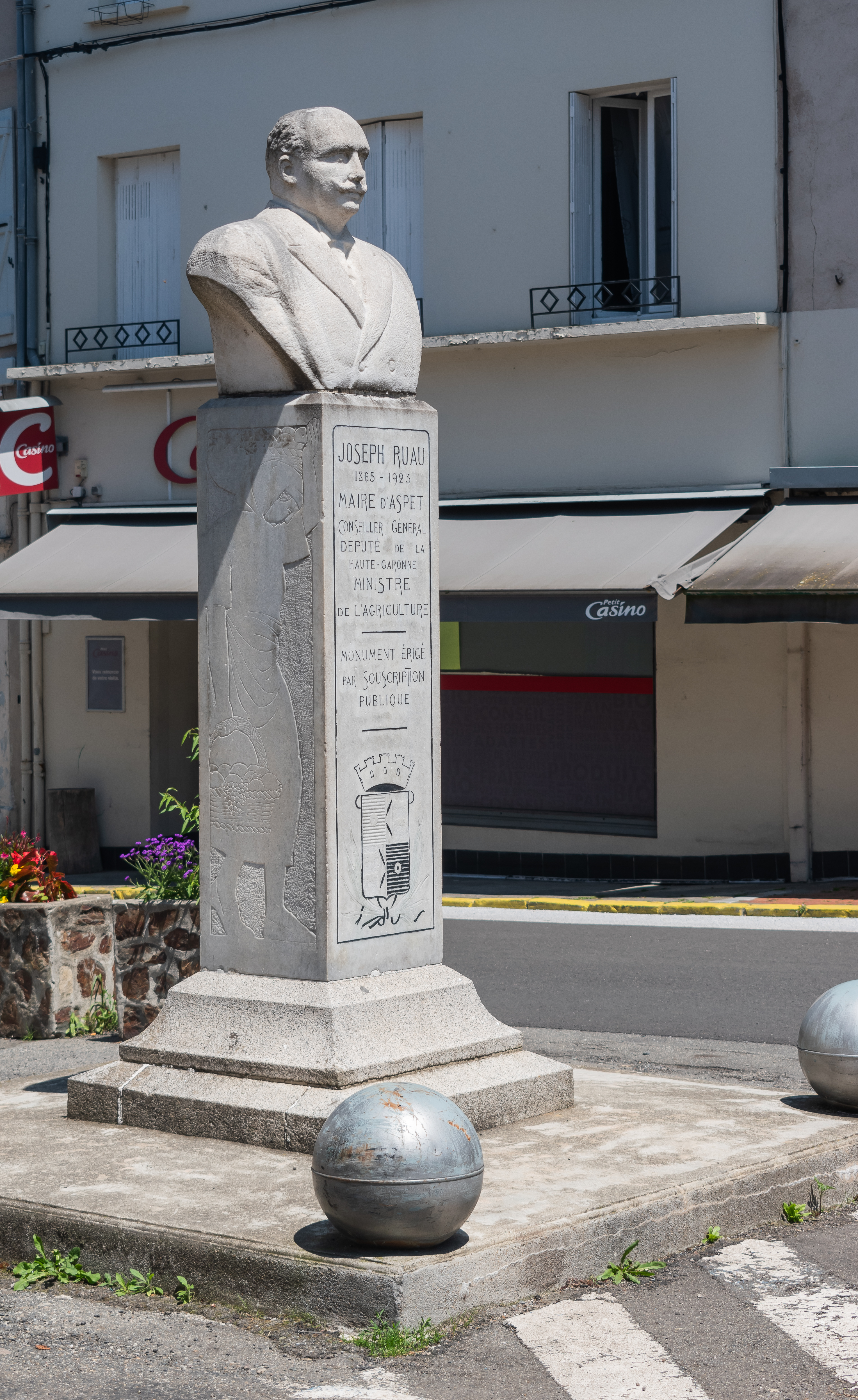
Statue de Joseph Ruau à Aspet

La ville d'Aspet fait édifier, sur la place de la République, un buste à sa mémoire, œuvre du sculpteur carbonnais André Abbal.